# Лев I
Лев I Великий (лат. Leo I Magnus; бл. 390, Тоскана — 10 листопада 461, Рим) — сорок п'ятий папа Римський (29 вересня 440—10 листопада 461), народився у Тоскані в Італії. Обраний папою під час виконання функцій легата у Галлії. Активно боровся з маніхейством і євтихіанством. За допомогою легатів брав участь у засудженні в 451 Євтихія (монофізита) на IV Вселенському соборі в Халкедоні. Визнаний християнською церквою святим. Вшанування пам'яті — 18 лютого.
У 452 році силою свого слова зупинив вождя гунів Аттілу від зрівняння Риму з землею. У 455 році переконав вандалів не проливати марно кров римлян і не спалювати будинки.
Після своєї смерті залишив більше 100 проповідей та 140 листів до різних осіб.
Лев народився у Римі і жив у V ст. У 440 році його було обрано 45 Христовим намісником. Впродовж 21 року керування Церквою він здобув велику любов у людей. У 451 році Папа Лев І вийшов назустріч гунському королеві Аттілі, який з військом дійшов аж до мурів Рима. Постава й мова Папи справили на Аттілу таке сильне враження, що він після переговорів поспішно покинув Римську імперію. Коли згодом короля запитали, чому він поступився перед однією людиною, він відповів: «Я бачив при ньому двох світлих мужів (свв. Петра й Павла), які погрожували мені вогненними мечами».
Папа Лев І ревно навчав римлян християнського життя, зробивши римську Церкву взірцем для інших. Його 96 проповідей та 143 листи засвідчують архипастирську ревність над спасінням душ. У 461 році він помер, увійшовши в історію як Святий Папа Лев Великий. Його мощі поховані при вході до базиліки св. Петра, а на гробі зроблено напис: «Як за життя беріг Церкву, так після смерті чуває при її вході».

## Життя
Папа Лев був родом з Італії.  Батько був Квинтіян. Любив книги, у зовнішній ж філософії і в чеснотах християнських вихований. Вибравши духовне життя понад мирське, спершу архидияконом був у папи Сикста третього. Тоді через превелику свою цноту і чистоту після смерти Сикстової престол Римської Церкви одноголосним всіх вибором прийняв.  
Атила, князь гунів, якого називали бичем Господнім, завоювавши багато країн, прийшов до Італії, хотівши її вогнем і мечем спустошити, Лев-Папа, бачивши, що ніхто тому протистояти не може, помолився належно до Бога з постом і сльозами, від Нього захисту просячи і святих верховних апостолів Петра і Павла на допомогу прикликаючи, — і пішов сам до ката впрошувати і погамовувати його лють і гнів, готовий за овець своїх померти. Аттила послухав папу,   і вчинив за бажанням його все, поспішив вийти за межі італійські. 
У часи святительства його після Несторієвої єресі настав Євтихій, ченців царгородських архимандрит, і Діоскор, патріярх Олександрійський, монофізит. Зібравши ж свій неправедний в Ефесі собор, святого Флавіяна, патріярха Царгородського, захисника православ'я, неправедно засудили й убили, і велику кривду чинили правовірним. Тоді святий Папа Лев написав до царів, до Феодосія спершу, тоді до Маркіяна, щоби сказали скликати Вселенський Собор. Вселенський четвертий Собор святих Отців шестисот тридцяти в Халкедоні, за царювання Маркіяна і Пульхерії, на Євтихія і Діоскора. На тому самому Соборі не міг сам Папа святіший Лев бути — і через довгу дорогу, старечу ж неміч, і через небезпеки, пов'язані з частими варварськими тоді на Італію нападами, — через те намісників своїх послав, Пасхасія і Лукенія, єпископів, Боніфатія і Василія, пресвітерів. І коли на Соборі тому з єретиками була суперечка і сумніви для багатьох великі, тоді, за велінням святих Отців, у відповідь тим, що єретично мудрували, читано епістолію цього святого Лева, папи Римського, написану до колишнього патріярха Царгородського святого Флавіяна, який зібрав був помісний у Царгороді на єретиків Собор. 
Епістолія святого Лева Папи на Вселенському четвертому Соборі коли була прочитана, усі святі Отці возвали, кажучи: "Петро-апостол устами Левовими говорить". 

## Теологія
Стверджував, що Ісус Христос є єдиною особою, що поєднує дві натури: людську та божу. Ці натури тісно зв'язані між собою, але не змішуються. Син є рівним Отцеві та Святому Духу як Бог, але нижчий від них як Людина. Церковні теологи посилались на судження Лева впродовж наступних століть. У 1754 році папа Бенедикт XIV надав Леву ступінь Доктора церкви.